# Bodião-canário

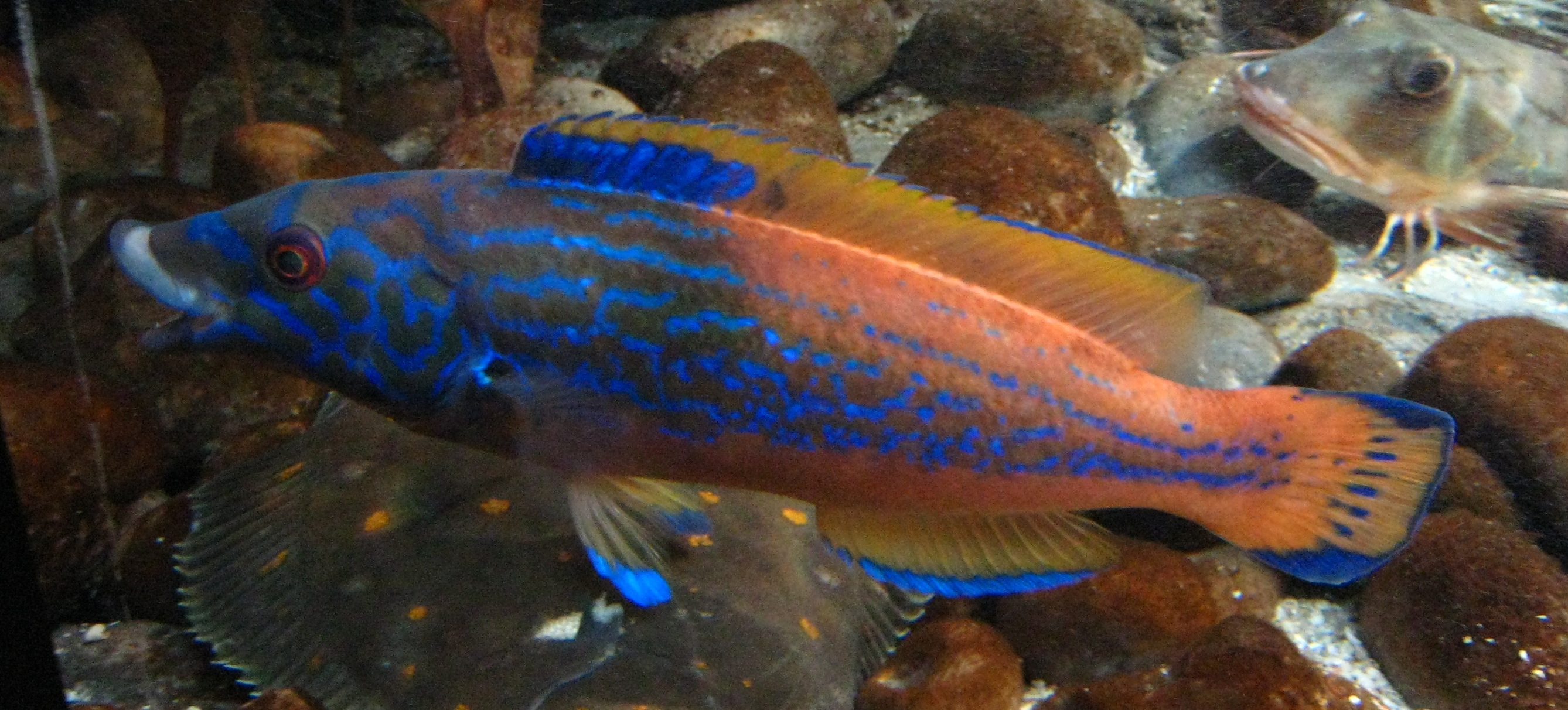

O bodião-canário ou peixe-rei-do-alto (Labrus mixtus) é um peixe do gênero Labrus. Esta espécie é em geral solitária mas os jovens vivem em casais. As fêmeas têm coloração laranja, os machos são mais claros, com uma mancha castanha na cabeça. O macho constrói um ninho com algas ou escolhe uma depressão no leito oceânico, de onde afasta os machos rivais enquanto atrai a fêmea, seguindo elaborados rituais de acasalamento.